# 安盟集团
安盟集团（Groupama），也称安盟-甘集团，是总部位于法国巴黎的一家保险公司，成立于1986年。公司名是农业互助保险集团（法語：Groupe des Assurances Mutuelles Agricoles）的简写。
安盟集团1998年7月合并甘保险集团（GAN），此后公司也称安盟-甘集团。
2010年，安盟与中航工业集团合作组建合资财产保险公司，2011年将合资公司更名为中航安盟财产保险公司。中航安盟财产保险总部位于中国四川省成都市。